# M 04
Die M 04 war eine ukrainische Fernstraße. Sie führte von Snamjanka bei Kropywnyzkyj über Dnipro, Donezk und Luhansk zur russischen Grenze bei Kamensk-Schachtinski.
Sie ging nach 1991 aus einem Abschnitt des ukrainischen Teils der M21 im sowjetischen Fernstraßennetz hervor (der anschließende Teil in Russland war noch bis 2010 als M21 ausgezeichnet, danach als A260 und seit 2023 als R260).
2021 wurde die M 04 mit der westlich anschließenden M 12 nach Stryj bei Lwiw zur längeren Fernstraße M 30 vereinigt.
Die M 04 bildete von Snamjanka bis Debalzewe einen Abschnitt der Europastraße 50, weiter bis zur russischen Grenze einen Abschnitt der Europastraße 40.

## Verlauf
- Snamjanka
- Oleksandrija
- Kukoliwka
- Pjatychatky
- Mykolajiwka
- Dnipro
- Nowomoskowsk
- Pawlohrad
- Dmytriwka
- Petropawliwka
- Pokrowsk
- Selydowe
- Donezk
- Makijiwka
- Jenakijewe
- Wuhlehirsk
- Debalzewe
- Tschornuchyne
- Altschewsk
- Luhansk
- Nowoswitliwka
- Krasnodon
- Grenze zu Russland